# Luciola kervillei
Luciola kervillei is een keversoort uit de familie glimwormen (Lampyridae). De wetenschappelijke naam van de soort is voor het eerst geldig gepubliceerd in 1909 door E. Olivier.